# Unidad de Potencia auxiliar

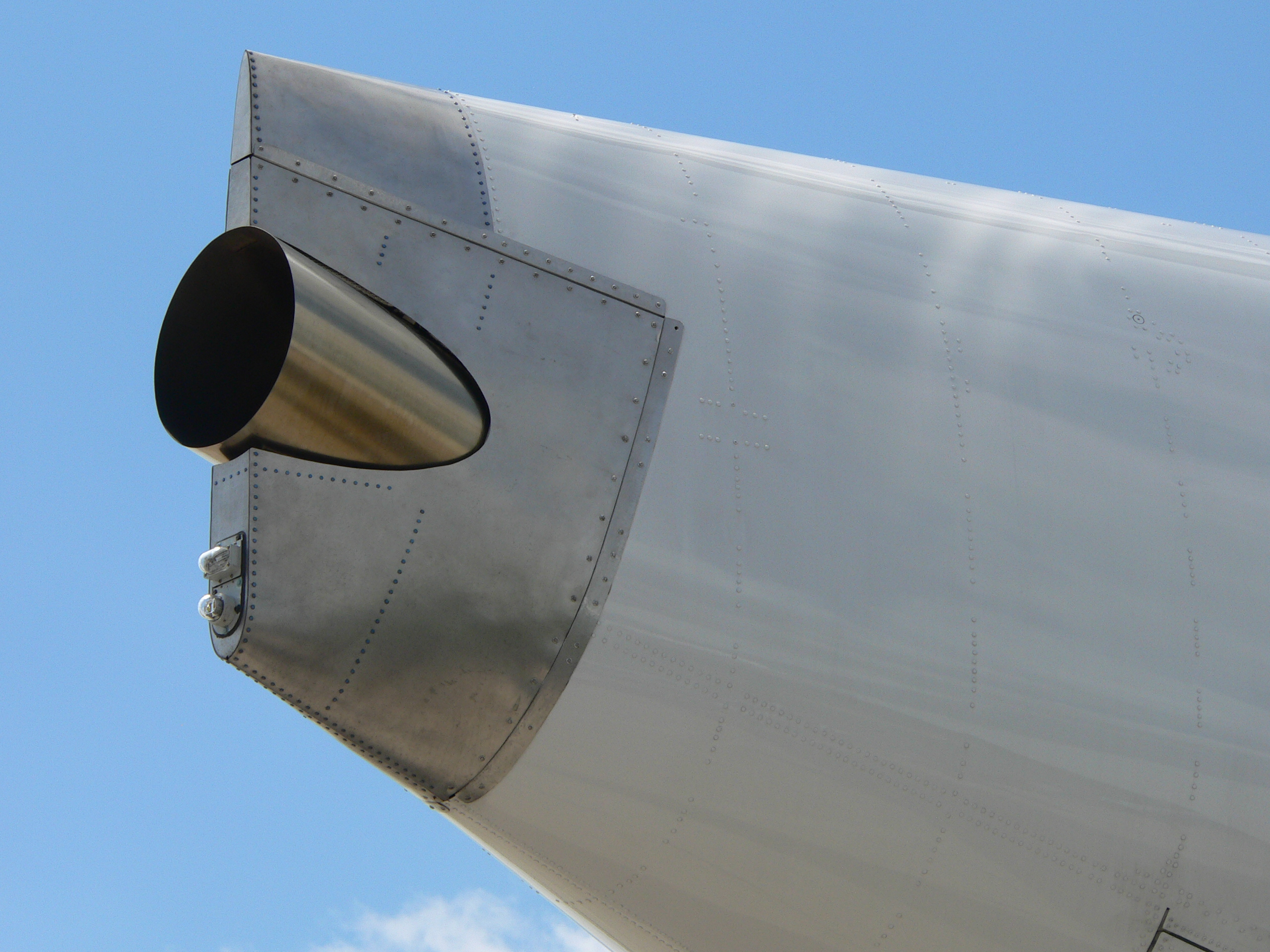
Escape de una APU en la cola de un Airbus A380.

La unidad de potencia auxiliar o APU (siglas en inglés de Auxiliary Power Unit) es un dispositivo montado en un vehículo que proporciona energía para funciones distintas a la propulsión. Se suele utilizar en grandes aviones, barcos y algunos vehículos terrestres grandes como trenes o camiones.

## Aviones

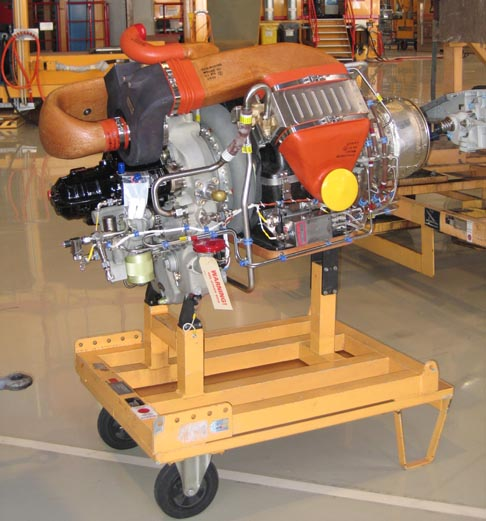
APU APIC APS3200 para aviones Airbus 318/319/320/321.

La APU de un avión es relativamente pequeña y consiste en un generador eléctrico que se suele emplear para proporcionar electricidad, presión hidráulica y aire acondicionado mientras los motores están apagados, y también energía para hacer girar el compresor y arrancarlos. En muchos aparatos también se utiliza para suministrar energía en vuelo, así como durante las pérdidas de potencia para mantener los sistemas críticos funcionando, como el sistema hidráulico, las luces o los instrumentos de cabina.
La primera unidad de este tipo fue una APU a gasolina montada en un Noel Pemberton Billing P.B.31 Nighthawk de 1916. El Boeing 727 de 1963 fue el primer reactor en incorporar una APU, permitiéndole operar en pequeños aeropuertos independientemente de las instalaciones con las que éstos contasen.
Aunque las APU se montan en diferentes lugares de los aviones tanto civiles como militares, normalmente se sitúan en la cola de los reactores comerciales modernos. La salida de gases puede verse en la mayoría de los aviones comerciales modernos como un pequeño tubo saliente en la cola.
En la mayoría de los casos la unidad es alimentada mediante una pequeña turbina de gas que proporciona aire comprimido para utilizarlo directamente o para almacenarlo en un compresor de carga. Los diseños más recientes comienzan a explorar posibles soluciones mediante el uso del motor Wankel, ya que ofrece mayor potencia específica que los motores de pistón clásicos y mejores tasas de consumo que las turbinas.
Las APU montadas en aviones ETOPS (siglas en inglés para "Operaciones bimotor de alcance extendido") son dispositivos críticos en términos de seguridad, ya que suponen una reserva de electricidad y aire comprimido en caso de fallo motor. Mientras que algunas APU no son utilizables en vuelo, las adaptadas para aviones ETOPS deben serlo hasta el techo de vuelo. Actualmente existen unidades utilizables hasta a una altitud máxima de 43.000 pies (unos 13 000 m) y frío extremo. Si la APU o su generador eléctrico no funcionan en estas condiciones, el avión no será certificado como ETOPS y deberá ser dedicado a rutas más cortas.
Las APU son aún más críticas en las operaciones de vuelo de los transbordadores espaciales. A diferencia de los aviones, en los transbordadores las APU proporcionan presión hidráulica y no energía eléctrica. Estas naves cuentan con tres APU redundantes alimentadas con hidracina. Únicamente funcionan durante el ascenso propulsado y la reentrada en la atmósfera y posterior aterrizaje, proporcionando fuerza hidráulica para controlar los motores de los cohetes y las superficies de vuelo. Durante el aterrizaje además sirven para controlar los frenos, y este debe poder realizarse con una sola APU. En la misión STS-9, dos de las APU del Columbia se incendiaron, sin embargo el vuelo terminó de forma satisfactoria.
Una APU de turbina de gas típica de un avión comercial se divide en tres secciones: 
- Sección de potencia
- Compresor de carga
- Caja de cambios

La sección de potencia consiste en un generador a gas que proporciona energía a la APU. El compresor de carga suele ser un compresor que suministra presión neumática al avión, aunque algunas APU reutilizan parte del aire expelido por el compresor de la sección de potencia. Hay dos dispositivos accionables, el regulador de entrada de aire al compresor de carga y la válvula de control que mantiene constante el trabajo de la turbina. La tercera parte es una caja de cambios que transmite la fuerza a un generador eléctrico refrigerado mediante aceite encargado de suministrar electricidad al avión. Dentro de la caja de cambios también se transmite energía a ciertos accesorios tales como la unidad de control de combustible, el módulo de lubricación o el ventilador de refrigeración. Además, existe un motor conectado a la caja que asegura el arranque de la APU. Algunos diseños de estas unidades combinan motor de arranque y generador para arrancar la APU y suministrar electricidad para reducir la complejidad.
El nuevo Boeing 787, al ser un avión totalmente controlado de forma eléctrica, monta una APU que funciona exclusivamente como generador eléctrico. La ausencia de sistemas neumáticos simplifica el diseño pero incrementa a cientos de kilovatios (kW) las necesidades de electricidad, requiriendo generadores más pesados y potentes.

## Carros de combate
Las APU también se emplean en algunos tanques para proporcionar electricidad cuando no está en movimiento, ya que el motor principal consume grandes cantidades de combustible (más de 700 litros a los 100 kilómetros). Esto permite la utilización del aire acondicionado, los equipos de comunicaciones y el giro de la torreta y el cañón.

## Vehículos comerciales
Algunos vehículos comerciales montan unidades auxiliares de potencia. Una APU típica de un camión consiste en un pequeño motor diésel con su propio sistema de refrigeración, generador y compresor de aire acondicionado, estando localizado bajo uno de los laterales del soporte para remolques de la cabeza tractora. Esta unidad se utiliza para alimentar la zona de descanso del conductor y el calentador del bloque motor.
En los Estados Unidos, las leyes federales del Departamento de Transportes obligan a descansar 10 horas por cada 11 que se conducen. Durante esos tiempos de descanso, los camioneros a menudo arrancan sus motores para proporcionarse calor, luz y electricidad para diferentes aparatos para su comodidad. Aunque los motores diésel son muy eficientes cuando trabajan de este modo, sigue siendo caro y bastante perjudicial para el medio ambiente. El objetivo de la APU es evitar este uso del motor. Puesto que el generador funciona gracias a la energía proporcionada por el motor principal, utiliza una parte de su combustible; algunos modelos pueden funcionan 8 horas con apenas 4 litros de gasóleo. El generador también alimenta los calentadores del bloque motor y el sistema de combustible, permitiendo un arranque fácil del motor principal justo antes de salir si la APU ha estado funcionando con antelación. Con una APU se pueden ahorrar casi 20 litros de gasóleo al día y alargar la vida útil del motor 160.000 kilómetros al reducir tiempo de funcionamiento no productivo.
Las APU de algunos vehículos pueden utilizar una conexión externa para las funciones de calor y frío, eliminando el consumo de gasóleo durante los tiempos de descanso. Muchas áreas de descanso ya cuentan con conexiones para este fin en sus zonas de aparcamiento.
Como alternativa a las unidades diésel, hay algunas APU que utilizan un sistema auxiliar de baterías o células de combustible de hidrógeno como fuente de energía.